# نادي بنغازي الجديدة
نادي بنغازي الجديدة نادي كرة قدم ليبي تأسس عام 1984. يلعب النادي في الدوري الليبي الدرجة الثانية.